# Марфино
Ма́рфино (рос. Марфино) — село у складі Митищинського міського округу Московської області, Росія.

## Населення
Населення — 4234 особи (2010; 3718 у 2002).
Національний склад (станом на 2002 рік):
- росіяни — 90 %